# Divisão política

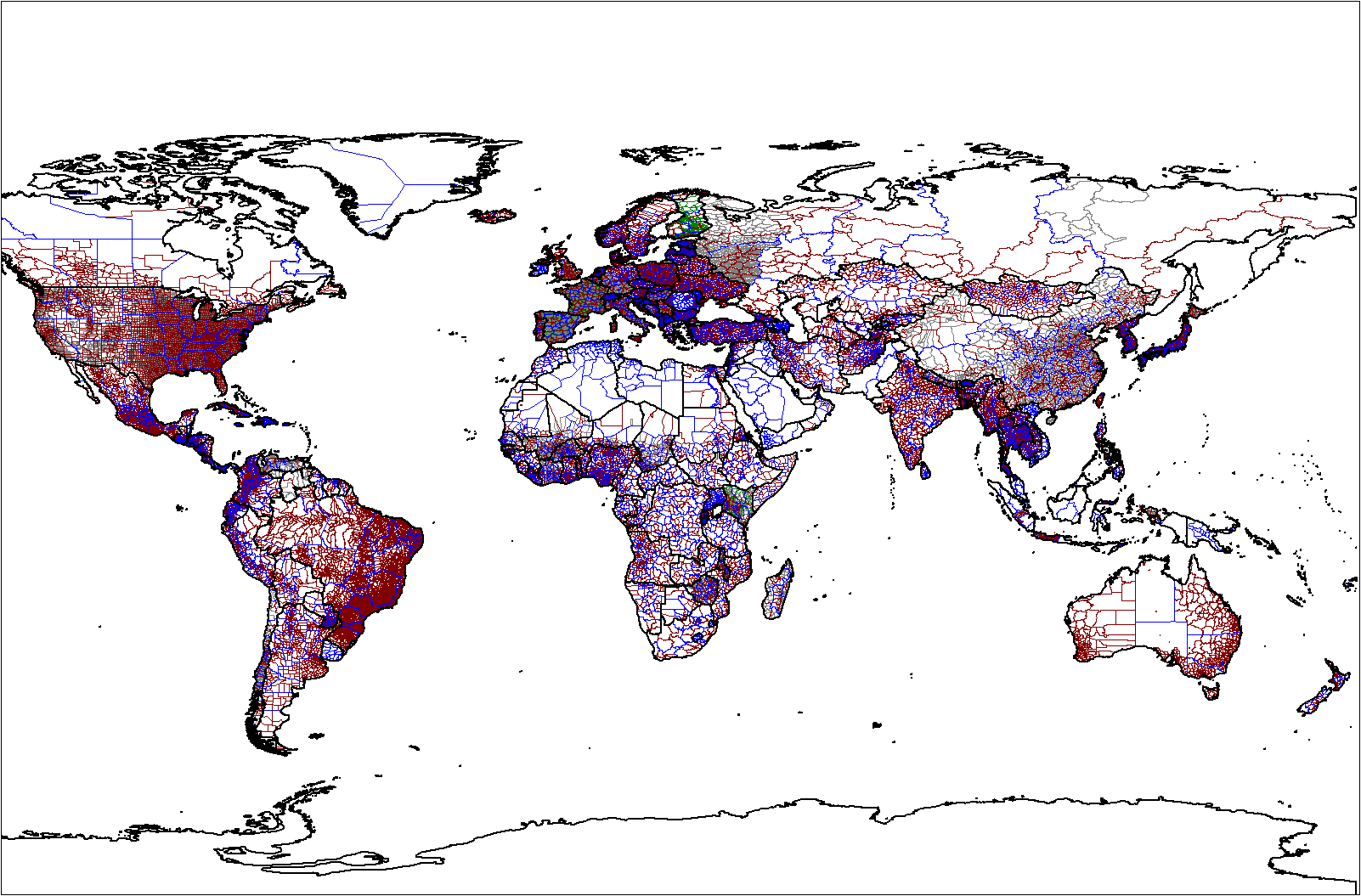
Divisões políticas do mundo.

Uma divisão politica é uma região geográfica que está sob a jurisdição de um governo. É um jargão de geografia. Em grande escala, uma divisão política é, tipicamente, um país. Em escalas menores, as divisões políticas (algumas vezes chamadas de divisões administrativas) abrangem estados, boroughs, vilas, distritos, províncias, comunidades autônomas, municípios, entidades subnacionais, unidades administrativas, áreas administrativas, governos regionais etc. Em geral, todas essas distinções são também chamadas de entidades subnacionais pelas Nações Unidas. É comum ver as divisões políticas traçadas em mapas políticos.